# Флінтстоун (Меріленд)
Флінтстоун (англ. Flintstone) — переписна місцевість (CDP) в США, в окрузі Аллегені штату Меріленд. Населення — 167 осіб (2020).

## Географія
Флінтстоун розташований за координатами 39°42′12″ пн. ш. 78°34′33″ зх. д. / 39.70333° пн. ш. 78.57583° зх. д. (39.703433, -78.575940).  За даними Бюро перепису населення США в 2010 році переписна місцевість мала площу 1,08 км², уся площа — суходіл.

## Демографія
Згідно з переписом 2010 року, у переписній місцевості мешкало 177 осіб у 72 домогосподарствах у складі 45 родин. Густота населення становила 164 особи/км².  Було 80 помешкань (74/км²).
Расовий склад населення:
| - 99,4 % — білих - 0,6 % — чорних або афроамериканців |

До двох чи більше рас належало 0,0 %. Частка іспаномовних становила 0,0 % від усіх жителів.
За віковим діапазоном населення розподілялося таким чином: 21,5 % — особи молодші 18 років, 64,4 % — особи у віці 18—64 років, 14,1 % — особи у віці 65 років та старші. Медіана віку мешканця становила 37,8 року. На 100 осіб жіночої статі у переписній місцевості припадало 129,9 чоловіків;  на 100 жінок у віці від 18 років та старших — 120,6 чоловіків також старших 18 років.
За межею бідності перебувало 62,7 % осіб, у тому числі 100,0 % дітей у віці до 18 років та 42,6 % осіб у віці 65 років та старших.
Цивільне працевлаштоване населення становило 9 осіб. Основні галузі зайнятості: мистецтво, розваги та відпочинок — 100,0 %.